# Cercopithecus neglectus
Cercopithecus neglectus (Мавпа Бразза) — вид приматів з роду мавпи (Cercopithecus) родини мавпові (Cercopithecidae).

## Опис
Довжина голови й тіла: 41—61 см, вага самців: 7,4 кг, вага самиць: 4,1 кг. Голова прикрашена яскравою оранжево-червоною у формі півмісяця плямою на лобі, також має білу морду з довгою білою бородою. Хутро в основному дрібно плямисте сіре і біле, з чорними кінцівками і хвостом. також є біла смуга, що простягається по стегну й крупу.

## Поширення
Країни поширення: Ангола, Камерун, Центральноафриканська Республіка, Республіка Конго, Демократична Республіка Конго, Екваторіальна Гвінея, Ефіопія, Габон, Кенія, Судан, Уганда. Найбільша висота, на якій вид був записаний — 2200 м. Цей вид пов'язаний з річковими лісовими місцями перебування, у тому числі щільними болотними лісами, низинними тропічними та гірськими лісами.

## Стиль життя
Вид в основному деревний, хоча й часто зустрічається, коли проходить через підлісок або по землі. Його можна знайти в групах до 35 осіб (в середньому від восьми до десяти осіб). Ця мавпа як правило, є сором'язливою і непомітною, лише зрідка оголошуючи свою присутність глибокими вигуками. Раціон складається в основному з плодів і насіння, хоча листя, гриби та дрібні рептилії та комахи можуть також споживатися. Якщо збирання їжі відбувається на відкритій ділянці, харчові продукти зберігається в защічних мішках, і споживається тільки тоді, коли мавпи повернуться в безпечне місце. На вид полюють численні хижаки, такі як великі африканські орли, леопарди, люди та інші примати. Коли група знаходиться під загрозою, самиці й молодь, як правило ховається в кущах, в той час як самець лізе на дерево і робить гучні вигуки в спробі відволікти хижака.
Розмножуються протягом року, самиця зазвичай народжує одне немовля після періоду вагітності від 168 до 187 днів. Для того, щоб зменшити ризик хижацтва, уразливі малюки міцно чіпляються до живота матері. Відлучення від грудей відбувається після близько 1-річного віку, але молодь починає пробувати тверду їжу приблизно після двомісячного віку. Молодь стає статевозрілою у віці близько п'яти або шести років і може жити до 22 років в дикій природі.

## Загрози та охорона
Є деякі локальні зниження чисельності повсюдно, особливо в Східній Африці, через збезлісення. На вид також полюють на м'ясо, особливо в більш західних частинах ареалу, в той час як у Східній Африці його вбивають і для їжі або як сільськогосподарського шкідника.
Цей вид занесений в Додаток II СІТЕС. Цей вид зустрічається в ряді природоохоронних територій.